# Anomala kuatuna
Anomala kuatuna är en skalbaggsart som beskrevs av Machatschke 1955. Anomala kuatuna ingår i släktet Anomala och familjen Rutelidae. Inga underarter finns listade i Catalogue of Life.